# Lluïsa Juliana d'Orange-Nassau
Lluïsa Juliana d'Orange-Nassau (Delft, 31 de març de 1576 - Königsberg, 15 de març de 1644) era per matrimoni electriu del Palatinat.

## Primers anys
Lluïsa Juliana era la filla gran del príncep Guillem el Taciturn, d'Orange-Nassau (1533-1584) amb la seva tercera esposa, la princesa Carlota de Borbó-Montpensier (1546-1582), filla del duc Lluís III de Montpensier i la comtessa de Bar-sur-Seine, Jacqueline de Longwy. Lluïsa Juliana és el primer membre neerlandès nascut a la Casa d'Orange-Nassau. Després que el seu pare fos assassinat el 1584 per Balthasar Gérard a Delft, va créixer amb les seves germanes al costat de la seva madrastra la princesa Lluïsa de Coligny (1555-1620) a Delft. Com a líder d'una de les principals famílies protestants, estava tractant de trobar marits influents de la seva religió per a les seves fillastres.

## Matrimoni
El 23 de juny de 1593, Lluïsa Juliana va ser la primera germana a casar-se, amb Frederic IV del Palatinat. Després de les noces, van sortir acompanyats per la seva germana petita Emília Antuerpiana a Heidelberg.
Després de més d'una privació en la infància i l'adolescència, la piadosa princesa va haver d'acostumar-se a una cort relativament rica i un espòs amant de la diversió. El matrimoni continuava sent tan feliç i Lluïsa Juliana ocupada en la seva família.
A la mort del seu marit el 1610, va governar en nom del seu fill Frederic V, conegut com a «rei d'un hivern», però el tutor principal va ser el duc Joan II del Palatinat-Zweibrücken. Després d'un any, el seu fill va ser declarat major d'edat i Lluïsa Juliana ho va enviar a completar la seva educació a la cort de la seva germana Elisabet de Nassau a Sedan.
Quan l'emperador Maties I del Sacre Imperi Romanogermànic va morir el 1619, el regne de Bohèmia li va oferir el tron al seu fill Frederic V del Palatinat el 24 d'agost de 1619. Ella va aconsellar el seu fill, sense èxit, de què no acceptés la corona. Després de l'aventura a Bohèmia, la família Electoral va haver de fugir de les tropes imperials del Palatinat.

## Darrers anys
No va tornar a veure més el seu fill. Se'n va anar amb dos dels seus nets primer a Württemberg, però el duc Joan Frederic de Württemberg, per temor a l'emperador, li va exigir que abandonés el país. Es va mudar amb la seva filla a Berlín a la cort del príncep elector Jordi Guillem de Brandenburg. El 1638 aquest es va traslladar a Königsberg amb tota la seva família com a conseqüència dels estralls de la Guerra dels Trenta Anys.
Lluïsa Juliana va morir i va ser enterrada a la Catedral de Königsberg.

## Descendència
Lluïsa Juliana i Frederic IV del Palatinat van tenir vuit fills: 
- Lluïsa Juliana (Heidelberg, 16 de juliol de 1594 - Meisenheim, 28 d'abril de 1640), es va casar el 1612 amb Joan II del Palatinat-Zweibrücken.
- Caterina Sofia (Heidelberg, 10 de juny de 1595 -28 de juny de 1626).
- Frederic V del Palatinat (16 d'agost de 1596 - 29 de novembre de 1632).
- Elisabet Carlota (19 de novembre de 1597 - 26 d'abril de 1660), casada el 1616 amb l'Elector Frederic Guillem de Brandenburg.
- Anna Leonor (Heidelberg, 4 de gener de 1599 - Heidelberg, 10 d'octubre de 1600).
- Lluís Guillem (Heidelberg, 5 d'agost de 1600 - Heidelberg, 10 d'octubre de 1600).
- Maurici Cristian (Heidelberg, 18 de setembre de 1601 - Heidelberg, 28 de març de 1605).
- Lluís Felip (Heidelberg, 23 de novembre de 1602 - Krossen, 6 de gener de 1655).